# 孟加拉優速航空
孟加拉優速航空是一家私营的孟加拉航空公司。其总部设在达卡 ，枢纽机场为沙阿贾拉勒国际机场。

## 历史
孟加拉優速航空于2014年7月17日开始运营国内航班。 它附属于美国-孟加拉集团，为一家美国与孟加拉的合资企业。 该航空公司最早的两条航线皆由枢纽机场达卡沙阿贾拉勒国际机场出发，分别飞往国内两大目的地， 即吉大港和杰索尔 。同年八月，该公司推介飞往科克斯巴扎尔的航班，同时于十月开通了飞往赛伊德布尔的航线。
2016年七月，该航空公司宣布计划在同年九月购入该公司的首两架波音737-800型客机，且逐步开发新的国际航线，例如于2016年底推介的飞往新加坡与迪拜的国际航班。
孟加拉優速航空正计划收购空中客车A330或波音777以运营直飞吉达和利雅德的航线。

## 公司业务
该公司总部设在达卡巴里达拉特区。 其印度办事处位于加尔各答堡巴扎，而美国办事处坐落于纽约市皇后区杰克逊高地的的孟加拉广场（Bangladesh Plaza）。另外，此公司在加拿大多伦多的东约克设立了一所办事处，而泰国的办事处则设于曼谷宛他那县。

## 航点
截至2018年3月，孟加拉優速航空飛往以下國內與國際航點。該航空公司也宣布即將開拓飛往杜拜國際機場與法赫德國王國際機場的航班。
| 國家         | 城市               | 機場                              | 備註/參考 |
| ------------ | ------------------ | --------------------------------- | --------- |
|              | 達卡               | 沙阿贾拉勒国际机场                | 枢纽      |
| 吉大港       | 沙赫阿馬納國際機場 | 重点城市                          |           |
| 傑索爾       | 傑索爾機場         | —                                 |           |
| 科克斯巴扎爾 | 科克斯巴扎爾機場   | —                                 |           |
| 赛伊德布尔   | 赛伊德布尔机场     | —                                 |           |
| 锡尔赫特市   | 奥斯马尼国际机场   | —                                 |           |
| 拉杰沙希     | 沙马赫杜机场       | —                                 |           |
| 巴里萨尔     | 巴里萨尔机场       | —                                 |           |
| 中国         | 廣州               | 廣州白雲國際機場                  | [ 9 ]     |
| 印度         | 加爾各答           | 内塔吉·苏巴斯·钱德拉·鲍斯国际机场 | —         |
| 印度         | 金奈               | 金奈国际机场                      | [ 10 ]    |
| 马来西亚     | 吉隆坡             | 吉隆坡國際機場                    | [ 11 ]    |
| 阿曼         | 马斯喀特           | 馬斯喀特國際機場                  | —         |
|              | 多哈               | 哈馬德國際機場                    | [ 12 ]    |
| 新加坡       | 新加坡             | 新加坡樟宜國際機場                | —         |
| 泰國         | 曼谷               | 素万那普机场                      | [ 13 ]    |
| 尼泊尔       | 加德滿都           | 特里布万国际机场                  | 终止      |

## 机队

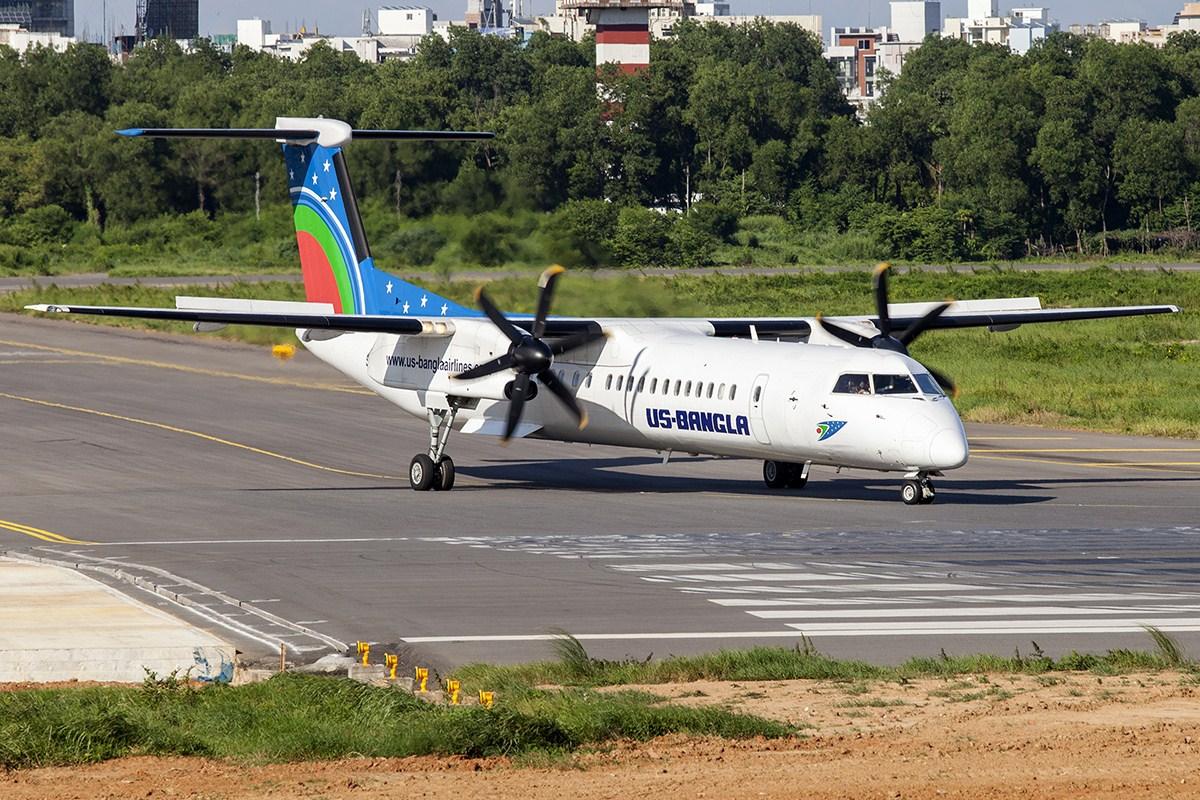
一架美国-孟加拉航空公司的DHC-8-403Q于沙阿贾拉勒国际机场滑行

截止2020年一月，孟加拉優速航空公司机队如下：
| 飞机                     | 服务中 | 已订购 | 乘客 | 乘客 | 乘客 | 备注                                |
| 飞机                     | 服务中 | 已订购 | 商   | 经   | 总   | 备注                                |
| ------------------------ | ------ | ------ | ---- | ---- | ---- | ----------------------------------- |
| ATR72-600                | 6      | 4      | —    | 72   | 72   |                                     |
| 波音737-800              | 4      | —      | 8    | 156  | 164  |                                     |
| 德哈維蘭加拿大DHC-8-403Q | 3      | —      | —    | 76   | 76   | 第三架于2018年3月12日的空难中坠毁。 |
| 总                       | 13     | 4      |      |      |      |                                     |

## 意外事故

注册编号为S2-AGU的客机。此客机涉及了孟加拉優速航空公司自成立以来的两起意外事故。

- 2015年4月，注册编号为S2-AGU的一架庞巴迪Dash-8 Q402s客机在赛伊德布尔机场降落时滑出跑道。事故没有导致任何人员伤亡。[15][16]

- 2018年3月12日， 孟加拉優速航空211號班機（机型庞巴迪Dash-8 Q402s，注册号S2-AGU）尝试降落于特里布万国际机场时坠毁，造成机上71人中的51人死亡。[17][18]